# Католицизм в Кабо-Верде

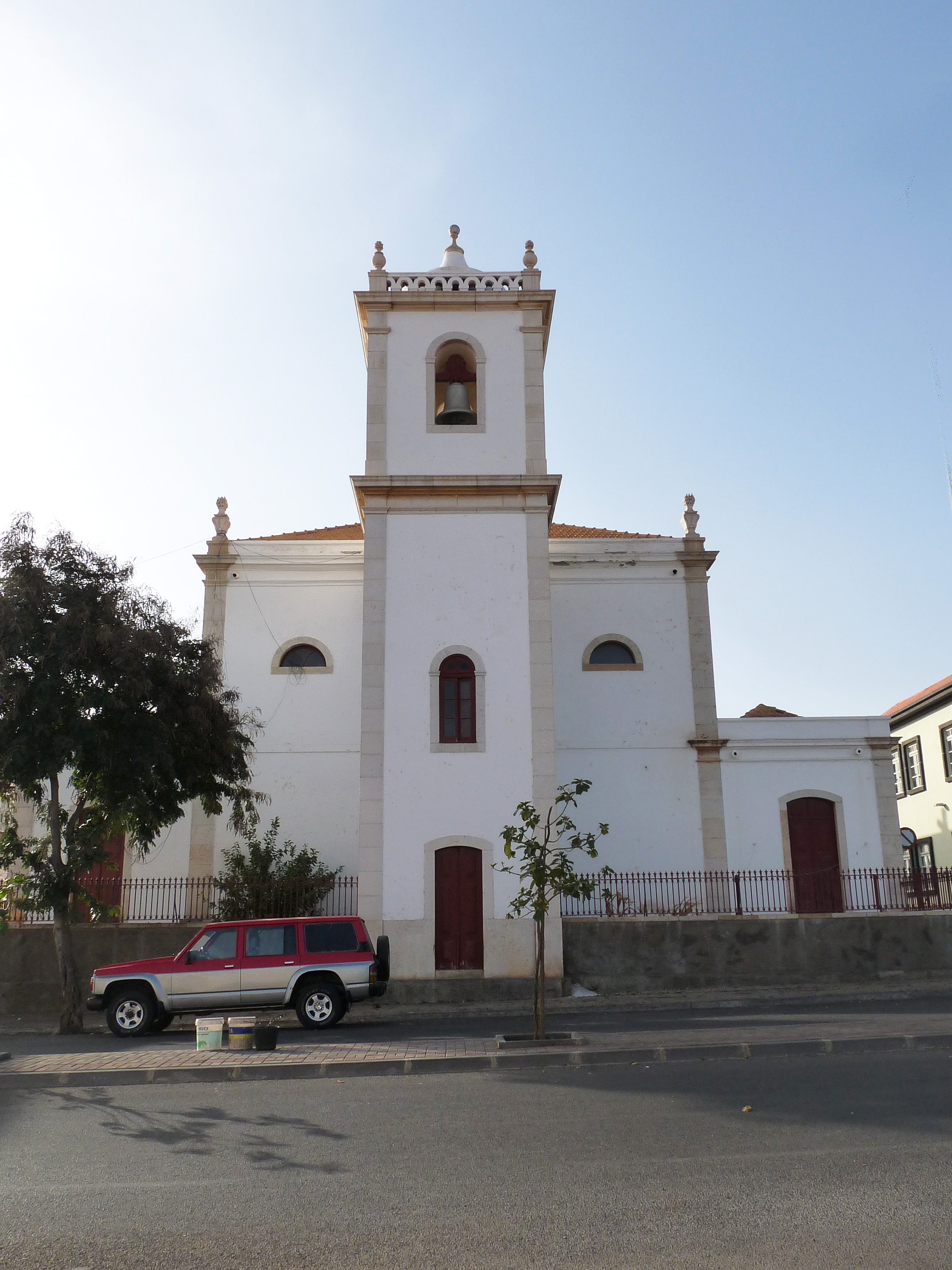
Кафедральный собор епархии Сантьягу, Прая

Католицизм в Кабо-Верде. Католическая церковь в Кабо-Верде является частью всемирной Католической церкви. Численность католиков в стране составляет около 432 тысяч человек (93 % от общей численности населения) по данным сайта Catholic Hierarchy.

## История
Острова Зелёного Мыса были открыты португальцами в 1460 году, несколькими годами позднее началось их заселение португальскими колонистами. В 1466 году на остров прибыли монахи францисканского ордена. В 1495 году острова были официально объявлены владением Португалии. 31 января 1533 года была основана епархия Сантьягу-ди-Кабо-Верде. Первоначально епархия была суффраганной по отношению к архиепархии Лиссабона, затем стала епархией непосредственного подчинения Святому Престолу.
В 1975 году Кабо-Верде провозгласила независимость, к власти пришла левая партия ПАИГК. Социалисты из ПАИГК относились к Католической церкви с подозрительностью, рассматривая Церковь, как структуру, тесно связанную с бывшей колониальной администрацией. Предпринимались попытки маргинализации и дискриминации Католической церкви в стране. Со временем государственно-церковные отношения в Кабо-Верде нормализовались. В 1977 году между Святым Престолом и Кабо-Верде были установлены дипломатические отношения, в Прае открыта нунциатура. В 1990 году Кабо-Верде посетил папа Иоанн Павел II.
В 2003 году была образована вторая епархия страны — епархия Минделу. В 2011 году власти Кабо-Верде и Святой Престол подписали конкордат, который, помимо прочего, формализовал легальный статус Католической церкви в стране, разрешил создание католических школ и прочих образовательных учреждений под эгидой Церкви, а также признал роль Церкви в заключении браков. 14 февраля 2015 года папа Франциск назначил епископа Сантьягу Арлинду Гомеша Фуртаду первым в истории кардиналом из Кабо-Верде.

## Современное состояние

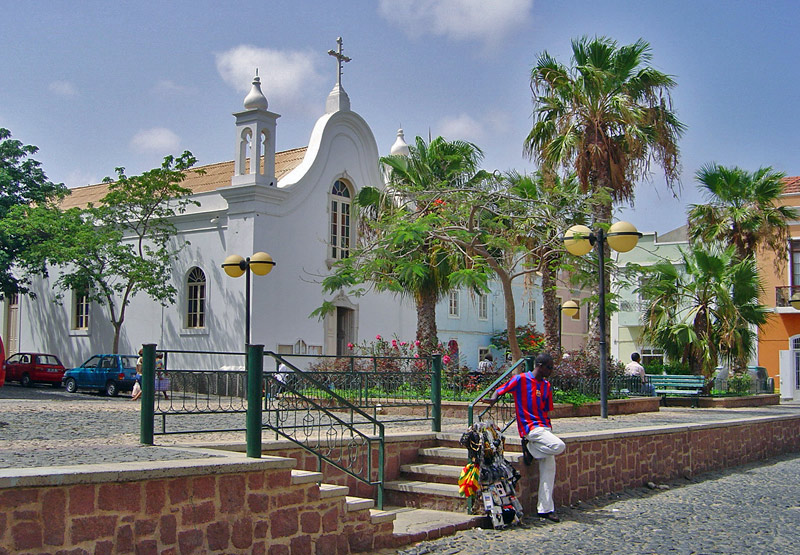
Кафедральный собор епархии Минделу

Католицизм исповедует большинство населения страны, 94 процента, последователи африканских традиционных религий насчитывают 5 %, протестанты составляют 1 % населения.
Структуры Католической церкви в стране состоят из 2 епархий, епархии Сантьягу и епархии Минделу. Обе епархии не входят в состав митрополий и подчиняются непосредственно Святому Престолу.
В Кабо-Верде служат 52 священника в 31 приходе. В Католической церкви Кабо-Верде два епископа, которые из-за своей малочисленности не объединены в национальную Конференцию католических епископов, а входят в состав объединённой Конференции епископов Сенегала, Мавритании, Кабо-Верде и Гвинеи-Бисау.
Исторически большую роль в деятельности Католической церкви на островах сыграли францисканцы-капуцины из Португалии и Италии. Ныне бо́льшую часть общины капуцинов в Кабо-Верде составляют местные уроженцы. Помимо капуцинов миссионерскую деятельность на Кабо-Верде ведут салезианцы и монахи конгрегации Святого Духа. Местное отделение Каритас и другие католические организации, такие как «Братство Святых Даров» ведут обширную благотворительную деятельность.